# Каргалинський сільський округ (Жамбильський район)
Каргали́нський сільський округ (каз. Қарғалы ауылдық округі, рос. Каргалинский сельский округ) — адміністративна одиниця у складі Жамбильського району Алматинської області Казахстану. Адміністративний центр — село Каргали.
Населення — 30999 осіб (2021; 20114 у 2009, 17501 у 1999, 16468 у 1989).
Станом на 1989 рік існувала Фабрична селищна рада (смт Фабричний), станом на 1999 рік — Фабричний сільський округ.